# Road Salt One
Road Salt One är Pain of Salvations sjunde studioalbum. Det släpptes den 17 maj 2010 på InsideOut. Pain of Salvations sångare, Daniel Gildenlöw, beskrev albumet som mer "jamorienterat" med låtar som mer lät som att de hade "spelats in live i övningsrummet". Han beskrev att albumets koncept bestod av flera parallella historier som varken är fiktiva eller självbiografiska. De fokuserar på att göra val, och på de val på som finns kvar att göra av varje karaktär. Han har i intervjuer jämfört handlingen i albumet med filmen Magnolia.

## Låtlista
Koncept, musik och text av Daniel Gildenlöw.

### Standard Edition
| Nr  | Titel                    | Längd |
| --- | ------------------------ | ----- |
| 1.  | No Way                   | 5:26  |
| 2.  | She Likes to Hide        | 2:57  |
| 3.  | Sisters                  | 6:15  |
| 4.  | Of Dust                  | 2:32  |
| 5.  | Tell Me You Don't Know   | 2:42  |
| 6.  | Sleeping Under the Stars | 3:37  |
| 7.  | Darkness of Mine         | 4:15  |
| 8.  | Linoleum                 | 4:55  |
| 9.  | Curiosity                | 3:33  |
| 10. | Where It Hurts           | 4:51  |
| 11. | Road Salt                | 3:02  |
| 12. | Innocence                | 7:13  |

### Limited Edition Digipack
| Nr  | Titel                            | Längd |
| --- | -------------------------------- | ----- |
| 1.  | What She Means To Me (bonusspår) | 0:50  |
| 2.  | No Way (utökad version)          | 7:09  |
| 3.  | She Likes to Hide                | 2:57  |
| 4.  | Sisters                          | 6:15  |
| 5.  | Of Dust                          | 2:32  |
| 6.  | Tell Me You Don't Know           | 2:42  |
| 7.  | Sleeping Under the Stars         | 3:37  |
| 8.  | Darkness of Mine                 | 4:15  |
| 9.  | Linoleum                         | 4:55  |
| 10. | Curiosity                        | 3:33  |
| 11. | Where It Hurts                   | 4:51  |
| 12. | Road Salt (utökad version)       | 4:40  |
| 13. | Innocence                        | 7:13  |

## Medverkande

### Bandmedlemmar
- Daniel Gildenlöw - sång, bakgrundssång, elektrisk och akustisk gitarr, basgitarr, orglar, piano, mandolin, luta, balalajka, trummor och keyboard
- Fredrik Hermansson - elektriska och akustiska pianon, orglar, mellotron, andra keyboard
- Johan Hallgren - elektriska gitarrer och bakgrundssång
- Léo Margarit: - trummor, bakgrundssång

### Gäster
- Jonas Reingold - basgitarr på "No Way"
- Gustaf Hielm - basgitarr på "Innocence"
- Mihai Anton Cucu - fiol på "Sisters" och "Innocence"
- Camilla Arvidsson - fiol på "Sisters" och "Innocence"
- Kristina Ekman - altfiol på "Sisters" och "Innocence"

### Listplaceringar
| Lista (2010) | Topplacering |
| ------------ | ------------ |
| Finland      | 41           |
| Frankrike    | 129          |
| Grekland     | 7            |
| Sverige      | 17           |